# Endemisk
Endemisk stammer fra græsk: en = "i" + demos = "folk". Heraf kommer betydningen: "i landet" → "indenlandsk", dvs. en betegnelse for noget lokalt, stedbundet, af stedegen (art) eller en stedlig (art). 
I biologi og økologi anvendes betegnelsen endemisk om arter, hvis forekomst og udbredelse er begrænset til et meget snævert, geografisk eller økologisk område. Dvs. de pågældende arter findes kun i det pågældende land eller den pågældende lokalitet, ø, el. lignende
Eksempler på endemiske dyrearter
Kiwi-fuglene findes kun i New Zealand
Amazondelfinen findes kun i Amazonas
Komodovaranen findes kun i og omkring øen Komodo i Indonesien
Axolotlen findes kun i nogle få søer i det centrale Mexico
Nerpaen findes kun i Bajkalsøen i Centralasien
Eksempler på endemiske plantearter
Pyrenæisk Lilje (Lilium pyrenaicum) findes kun i de østlige Pyrenæer
Husfred (Soleirolia soleirolii) findes kun på Korsika, Sardinien og Balearerne
Spansk Ædelgran (Abies pinsapo) findes kun i provinserne Cádiz og Málaga i Spanien samt på enkelte toppe i Rifbjergene, Marokko.
Ølandsk Soløje (Helianthemum oelandicum) findes kun på Øland